# Thượng Lý
Thượng Lý là một phường cũ từng thuộc quận Hồng Bàng, thành phố Hải Phòng, Việt Nam.

## Địa lý
Phường Thượng Lý có diện tích 2,98 km², dân số năm 2023 là 47.646 người, mật độ dân số đạt 15.988 người/km².

## Hành chính
Phường Thượng Lý được chia thành 31 tổ dân phố: Chi Lăng, Đình Hạ, Đường Mới, Nguyễn Hồng Quân 1, Nguyễn Hồng Quân 2, Tiến Bộ 1, Tiến Bộ 2, Vạn Kiếp, Vinhomes Riverside 1, Vinhomes Riverside 2, Vinhomes Riverside 3, Xi Măng 1, Xi Măng 2, Bạch Đằng, Cao Thắng, Chương Dương, Hạ Lý, Lạc Long, Phạm Phú Thứ, Phan Đình Phùng, Phúc Long, Tam Bạc, Thế Lữ, Cử Bình, Đốc Tít, Đội Văn, Hàm Nghi, Núi Voi, Tán Thuật, Tiền Đức, Trại Sơn.

## Lịch sử
Ngày 3 tháng 1 tháng 1981, Hội đồng Chính phủ ban hành Quyết định số 3-CP về việc đổi khu phố Hồng Bàng thành quận Hồng Bàng. Khi đó, 3 phường: Hạ Lý, Thượng Lý, Trại Chuối thuộc quận Hồng Bàng.
Ngày 20 tháng 7 năm 2022, HĐND TP. Hải Phòng ban hành Nghị quyết số 26/NQ-HĐND về việc:
1. Phường Thượng Lý
- Thành lập tổ dân phố Đường Mới trên cơ sở tổ dân phố Đường Mới 1, Đường Mới 2, một phần tổ dân phố Đường Mới 3.
- Thành lập tổ dân phố Nguyễn Hồng Quân 1 trên cơ sở tổ dân phố Nguyễn Hồng Quân 1, tổ dân phố Nguyễn Hồng Quân 2, tổ dân phố Nguyễn Hồng Quân 3, một phần của tổ dân phố Nguyễn Hồng Quân 4.
- Thành lập tổ dân phố Nguyễn Hồng Quân 2 trên cơ sở tổ dân phố Nguyễn Hồng Quân 5, một phần của tổ dân phố Nguyễn Hồng Quân 4, một phần của tổ dân phố Đường Mới 3, một phần của tổ dân phố Chi Lăng 3, một phần của tổ dân phố Đình Hạ 3, một phần của tổ dân phố Đình Hạ 4.
- Thành lập tổ dân phố Đình Hạ trên cơ sở tổ dân phố Đình Hạ 1, tổ dân phố Đình Hạ 2, một phần của tổ dân phố Đình Hạ 3, một phần của tổ dân phố Đình Hạ 4.
- Thành lập tổ dân phố Xi Măng 1 trên cơ sở tổ dân phố Xi Măng 1, tổ dân phố Xi Măng 2, tổ dân phố Xi Măng 3, một phần tổ dân phố Xi Măng 4.
- Thành lập tổ dân phố Xi Măng 2 trên cơ sở tổ dân phố Xi Măng 5, tổ dân phố Xi Măng 6, một phần của tổ dân phố Xi Măng 4.
- Thành lập tổ dân phố Vạn Kiếp trên cơ sở 4 tổ dân phố: Vạn Kiếp 1, Vạn Kiếp 2, Vạn Kiếp 3, Vạn Kiếp 4.
- Thành lập tổ dân phố Tiến Bộ 1 trên cơ sở tổ dân phố Vạn Kiếp 5, một phần của tổ dân phố Tiến Bộ 1, một phần của tổ dân phố Tiến Bộ 3, một phần của tổ dân phố Tiến Bộ 4, một phần của tổ dân phố Tiến Bộ 5.
- Thành lập tổ dân phố Tiến Bộ 2 trên cơ sở tổ dân phố Tiến Bộ 2, một phần của ổ dân phố Tiến Bộ 1, một phần của tổ dân phố Tiến Bộ 3, một phần của tổ dân phố Tiến Bộ 4, một phần của tổ dân phố Tiến Bộ 5.
- Thành lập tổ dân phố Chi Lăng trên cơ sở tổ dân phố Chi Lăng 1, tổ dân phố Chi Lăng 2, một phần của tổ dân phố Chi Lăng 3.

2. Phường Hạ Lý
- Thành lập tổ dân phố Phan Đình Phùng trên cơ sở tổ dân phố Phan Đình Phùng và tổ dân phố Bạch Đằng.
- Thành lập tổ dân phố Bạch Đằng trên cơ sở 3 tổ dân phố: Bạch Đằng 4, Bạch Đằng 6, Bạch Đằng 8.
- Thành lập tổ dân phố Chương Dương trên cơ sở 3 tổ dân phố: Bạch Đằng 7, Bạch Đằng 9, Phạm Phú Thứ 2.
- Thành lập tổ dân phố Phúc Long trên cơ sở tổ dân phố Phúc Long, tổ dân phố Chương Dương, một phần của tổ dân phố Cao Thắng 1, một phần của tổ dân phố Cao Thắng 3.
- Thành lập tổ dân phố Phạm Phú Thứ trên cơ sở 4 tổ dân phố: Phạm Phú Thứ 1, Phạm Phú Thứ 3, Phạm Phú Thứ 4, Hạ Lý 8.
- Thành lập tổ dân phố Lạc Long trên cơ sở 3 tổ dân phố: Bạch Đằng 1, Bạch Đằng 3, Bạch Đằng 5.
- Thành lập tổ dân phố Hạ  Lý trên cơ sở tổ dân phố Hạ Lý 2, tổ dân phố Hạ Lý 4, một phần của tổ dân phố Hạ Lý 6.
- Thành lập tổ dân phố Cao Thắng trên cơ sở 3 tổ dân phố: Cao Thắng 2, Cao Thắng 3, Hạ Lý 9.
- Thành lập tổ dân phố Thế Lữ trên cơ sở tổ dân phố Hạ Lý 1, tổ dân phố Hạ Lý 3, tổ dân phố Hạ Lý 5, một phần của tổ dân phố Hạ Lý 6, một phần của tổ dân phố Hạ Lý 7.
- Thành lập tổ dân phố  trên cơ sở tổ dân phố
- Thành lập tổ dân phố Tam Bạc trên cơ sở một phần của tổ dân phố Hạ Lý 9, một phần của tổ dân phố Cao Thắng 1, một phần của tổ dân phố Cao Thắng 2, một phần của tổ dân phố Hạ Lý 7.

3. Phường Trại Chuối
- Thành lập tổ dân phố Tiền Đức trên cơ sở tổ dân phố 1B1, tổ dân phố 2B1, một phần của tổ dân phố 3B1, một phần của tổ dân phố 4B1, một phần của tổ dân phố 5B1, một phần của tổ dân phố 5B2.
- Thành lập tổ dân phố Cử Bình trên cơ sở một phần của tổ dân phố 3B1, một phần của tổ dân phố 4B1, một phần của tổ dân phố 5B1, một phần của tổ dân phố 4B2, một phần của tổ dân phố 5B2, một phần của tổ dân phố 5A.
- Thành lập tổ dân phố Đốc Tít trên cơ sở tổ dân phố 1B2, tổ dân phố 2B2, tổ dân phố 3B2, một phần của tổ dân phố 4B2, một phần của tổ dân phố 1B3, một phần của tổ dân phố 2B3.
- Thành lập tổ dân phố Tán Thuật trên cơ sở tổ dân phố 3B3, tổ dân phố 4B3, một phần của tổ dân phố 1B3, một phần của tổ dân phố 2B3, một phần của tổ dân phố 5B3.
- Thành lập tổ dân phố Núi Voi trên cơ sở tổ dân phố 4A, một phần của tổ dân phố 3A, một phần của tổ dân phố 5A.
- Thành lập tổ dân phố Trại Sơn trên cơ sở tổ dân phố 1A, tổ dân phố 2A, một phần của tổ dân phố 3A, một phần của tổ dân phố 5B3.
- Thành lập tổ dân phố Hàm Nghi trên cơ sở tổ dân phố 5C, tổ dân phố 6C, một phần của tổ dân phố 4C.
- Thành lập tổ dân phố Đội Văn trên cơ sở tổ dân phố 1C, tổ dân phố 2C, tổ dân phố 3C, một phần của tổ dân phố 4C.

Tính đến ngày 31 tháng 12 năm 2023, phường Hạ Lý có diện tích 1,08 km², dân số là 13.507 người, mật độ dân số đạt 12.506 người/km² và 10 tổ dân phố: Bạch Đằng, Cao Thắng, Chương Dương, Hạ Lý, Lạc Long, Phạm Phú Thứ, Phan Đình Phùng, Phúc Long, Tam Bạc, Thế Lữ. Phường Trại Chuối có diện tích 0,42 km², dân số là 11.900 người, mật độ dân số đạt 28.333 người/km² và 8 tổ dân phố: Cử Bình, Đốc Tít, Đội Văn, Hàm Nghi, Núi Voi, Tán Thuật, Tiền Đức, Trại Sơn. Phường Thượng Lý có diện tích 2,98 km², dân số là 47.646 người, mật độ dân số đạt 15.988 người/km² và 13 tổ dân phố: Chi Lăng, Đình Hạ, Đường Mới, Nguyễn Hồng Quân 1, Nguyễn Hồng Quân 2, Tiến Bộ 1, Tiến Bộ 2, Vạn Kiếp, Vinhomes Riverside 1, Vinhomes Riverside 2, Vinhomes Riverside 3, Xi Măng 1, Xi Măng 2.
Ngày 24 tháng 10 năm 2024, Ủy ban Thường vụ Quốc hội ban hành Nghị quyết số 1232/NQ-UBTVQH15 về việc sắp xếp đơn vị hành chính cấp huyện, cấp xã của thành phố Hải Phòng giai đoạn 2023 – 2025 (nghị quyết có hiệu lực từ ngày 1 tháng 1 năm 2025). Theo đó, sáp nhập toàn bộ 1,05 km² diện tích tự nhiên, quy mô dân số là 15.123 người của phường Hạ Lý và toàn bộ 0,43 km² diện tích tự nhiên, quy mô dân số là 12.047 người của phường Trại Chuối vào phường Thượng Lý.
Phường Thượng Lý có 2,98 km² diện tích tự nhiên và quy mô dân số là 47.646 người.
Ngày 16 tháng 6 năm 2025, Ủy ban Thường vụ Quốc hội  ban hành nghị quyết sắp xếp đơn vị hành chính cấp xã của thành phố Hải Phòng năm 2025. Theo đó, toàn bộ diện tích tự nhiên, quy mô dân số của phường Thượng Lý được sắp xếp với toàn bộ diện tích tự nhiên, quy mô dân số của các phường Hoàng Văn Thụ, Minh Khai, Phan Bội Châu, Hùng Vương, Sở Dầu và một phần diện tích tự nhiên của phường Gia Viên thành phường mới có tên gọi là phường Hồng Bàng.